# Martin Lowson
Martin Lowson (født 5. januar 1938, død 15. juni 2013) var manden bag det første officielle projekt om den føreløse bil. I samarbejde med firmaet Advancet Transport System har Martin Lowson lavet Ultra. Ultra er navnet på den føreløse bil der i år 2011 bliver indviet i Londons lufthavn terminal 5.